# Parc naturel marin de Mayotte
Le parc naturel marin de Mayotte est un parc naturel marin situé autour de l'île française de Mayotte, dans l'océan Indien. Créé début 2010, c'est le deuxième parc naturel marin à avoir été créé en France, après celui d'Iroise en 2007.

## Histoire

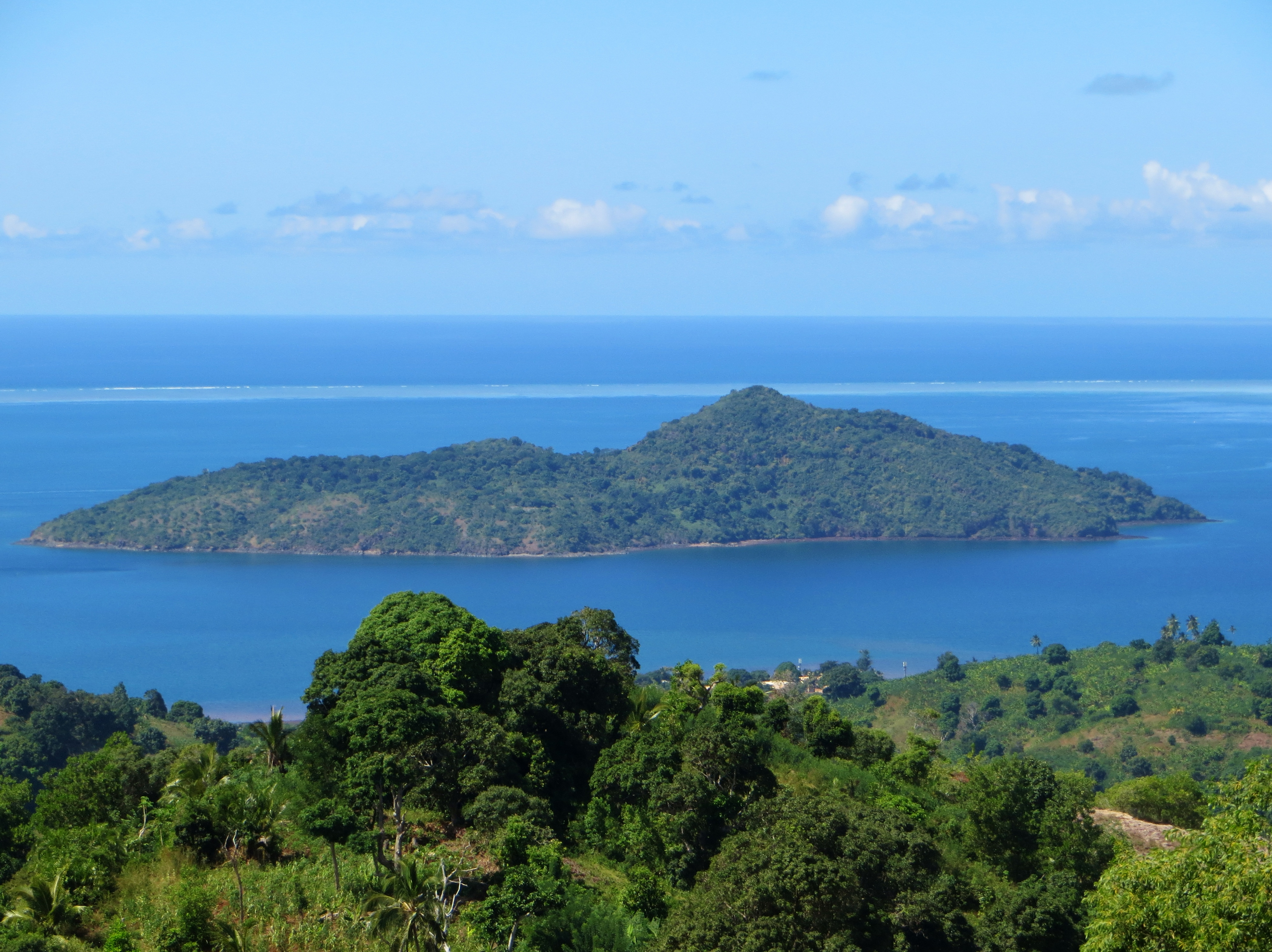
L'Îlot M'Bouzi, une des réserves naturelles de l'île.

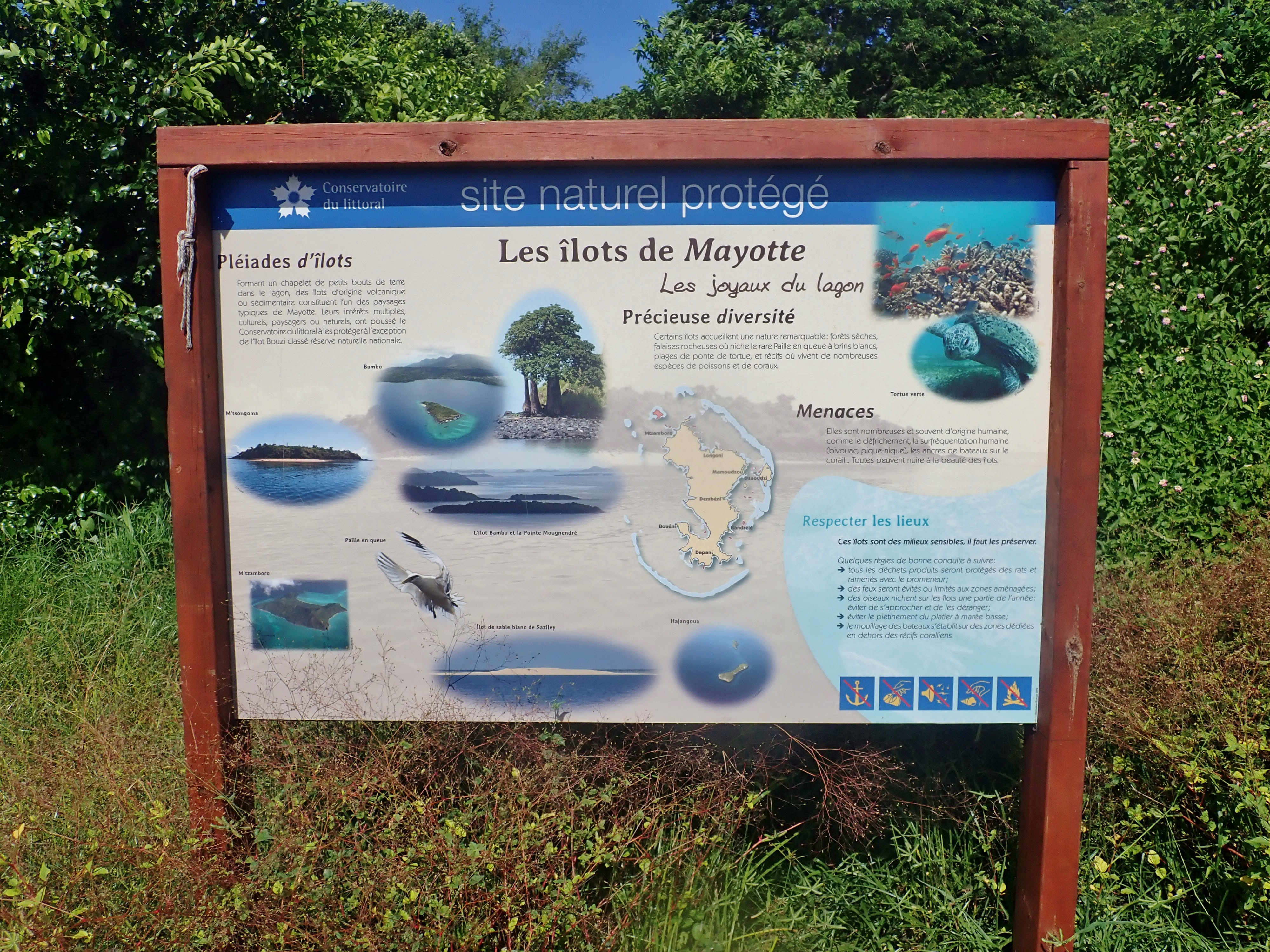
Panneau de réglementation environnementale à destination des visiteurs de l'îlot Bandrélé.

Les concertations ont été engagées en juin 2007, puis un arrêté du 26 décembre 2007 a confié la procédure d'étude et de création au préfet de La Réunion et au préfet de Mayotte. Celui-ci a mandaté la DDAF de Mayotte pour le suivi technique.
L'existence du parc a été officialisée par décret le 18 janvier 2010, soit en seulement trois ans, ce qui est rapide par rapport au parc d'Iroise, le premier du genre, qui a mis une décennie à voir le jour.

## Délimitation

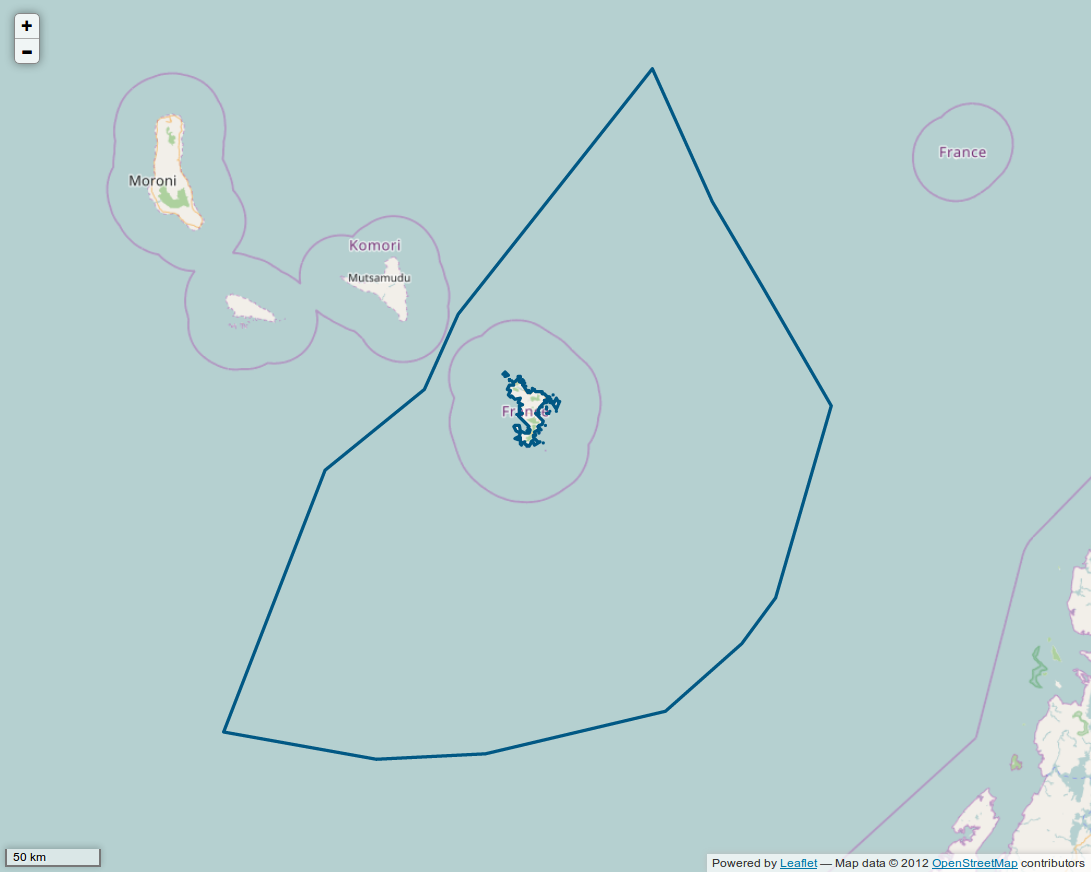
Périmètre du PNM de Mayotte.

Le parc couvre une aire comprise entre le haut de l'estran (limite du domaine public maritime) jusqu'à une ligne fermée reliant les points A à M dont les coordonnées géographiques sont les suivantes dans le système WGS 84 :
1. 11° 08′ 23″ S, 45° 46′ 03″ E
2. 12° 21′ 10,5″ S, 44° 47′ 20″ E
3. 12° 43′ 11″ S, 44° 37′ 18″ E
4. 13° 07′ 04″ S, 44° 07′ 13″ E
5. 14° 23′ 42″ S, 43° 36′ 35″ E
6. 14° 31′ 53″ S, 44° 22′ 39″ E
7. 14° 30′ 19″ S, 44° 55′ 52″ E
8. 14° 17′ 45″ S, 45° 50′ 04″ E
9. 13° 57′ 52,5″ S, 46° 13′ 19″ E
10. 13° 44′ 29″ S, 46° 23′ 19″ E
11. 12° 48′ 08″ S, 46° 40′ 16″ E
12. 12° 12′ 58″ S, 46° 19′ 23″ E
13. 11° 47′ 44″ S, 46° 04′ 22″ E

Il comprend la masse d'eau couvrant cette zone, mais aussi le sol et le sous-sol sous-jacent ou émergeant.
Il englobe l'ensemble de la zone économique exclusive autour de l'île.

## Objectifs
Les objectifs du parc sont fixés par le décret de création :
1. Faire de l'île un « pôle d'excellence » en matière de connaissance et de « monitoring » des écosystèmes marins tropicaux et de la mangrove.
2. Retrouver une bonne qualité de l'eau dans le lagon, dont par une « gestion appropriée des mangroves » (cf. schéma directeur d'aménagement et de gestion des eaux du bassin de Mayotte).
3. Développer la pêche professionnelle « hors du lagon, écologiquement exemplaire et pourvoyeuse d'emplois et de produits de la mer pour Mayotte ».
4. Développer des filières aquacoles « respectueuses de l'environnement, en particulier celles qui bénéficient directement aux populations locales ».
5. « Faire découvrir le milieu marin et sa biodiversité grâce à l'organisation des activités de loisirs et la professionnalisation des acteurs du tourisme ».
6. Pérenniser et valoriser les pratiques vivrières et les savoirs traditionnels dans le cadre d'une gestion précautionneuse du lagon.
7. « Protéger et mettre en valeur le patrimoine naturel, de la mangrove aux espaces océaniques, notamment par la formation et la sensibilisation du plus grand nombre ».

## Gestion
Un conseil de gestion assure la gestion du parc. Il est composé de six représentants de l'État et de ses établissements publics, de neuf représentants des collectivités territoriales et de leurs groupements, de treize représentants des organisations professionnelles, de six représentants des associations d'usagers, de cinq représentants locaux d'associations ou de fédérations de protection de l'environnement, de six personnalités qualifiées et d'un  représentant de l'organisme chargé de la gestion de la réserve naturelle nationale de l'archipel des Glorieuses.  Il est nommé par le préfet de Mayotte et le représentant de l'État en mer. Il a trois ans pour rédiger et faire valider par les parties prenantes (dont le chef d'état-major de la marine, pour les questions pouvant interférer avec la défense nationale) un plan de gestion du parc naturel marin sur la base des orientations de gestion.
Le plan de gestion a été validé fin 2012
Le parc est reconnu comme exemplaire dans l'Océan Indien.
Il a été dirigé par Cécile PERRON depuis sa création et par Christophe FONTFREYDE depuis 2019.

## Faune

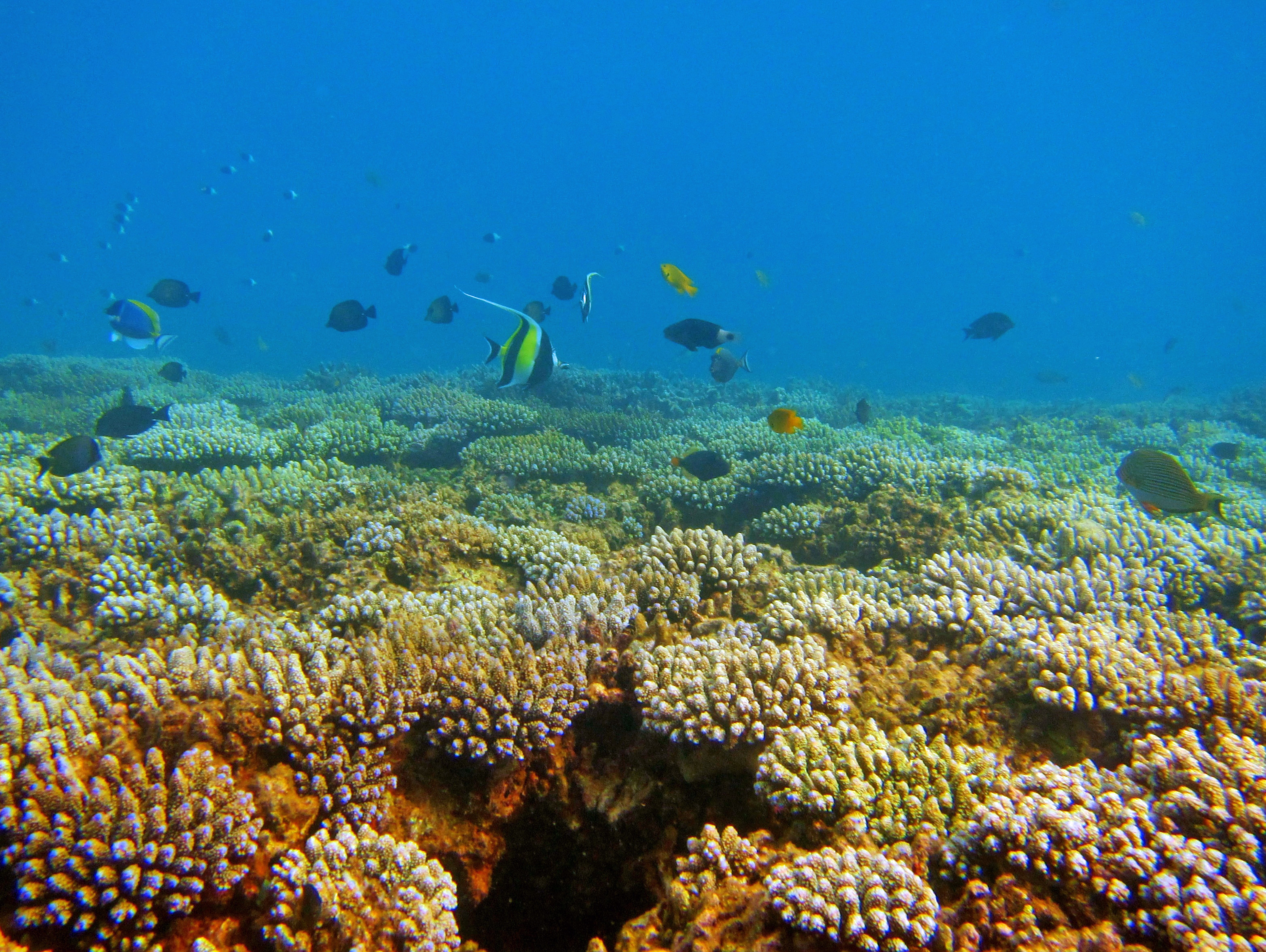
Le récif de corail frangeant à la Plage de Sakouli.

Le PNM de Mayotte accueille une faune exceptionnelle et variée. L'île est entourée d'une barrière de corail qui forme l'un des plus grands lagons au monde. Ces récifs coralliens couvrent une surface de 150 km2. Le périmètre du Parc inclut également les bancs éloignés de l'Iris, du Geyser et de la Zélée qui accueillent plus de 100 espèces de poissons différentes pour 100 m2. On y observe des requins comme Nebrius ferrugineus.
Les oiseaux sont également présents notamment le crabier blanc, espèce vulnérable au niveau mondial, qui nidifie à Mayotte. Les mangroves et les îlots sont des refuges essentiels pour les oiseaux.
Mais ce sont les mammifères marins qui font la caractéristique du Parc marin : 22 espèces ont été répertoriées soit un quart des mammifères marins connus. Les baleines à bosse viennent mettre bas dans le lagon, les dauphins sont nombreux et présents toute l'année tant dans le lagon qu'en dehors. Enfin, une espèce rarissime peut être observée : le dugong. Il y aurait actuellement une dizaine d'individus de cette espèce très discrète à Mayotte et sans doute menacée d'extinction.
Différentes espèces de tortues sont résidentes à Mayotte, notamment la tortue imbriquée, espèce de tortue marine la plus menacée au monde. La tortue verte est très répandue, mais on observe aussi (rarement) des tortues caouanne et des tortues luth.
Enfin, poissons coralliens, poissons de mangrove et poissons pélagiques forment une diversité extraordinaire et encore sous-étudiée. On compte actuellement 760 espèces, mais l'inventaire est très loin d'être achevé.
La couverture corallienne est encore relativement importante et diversifiée à Mayotte, même si la démographie et la pollution la menacent à très court terme.

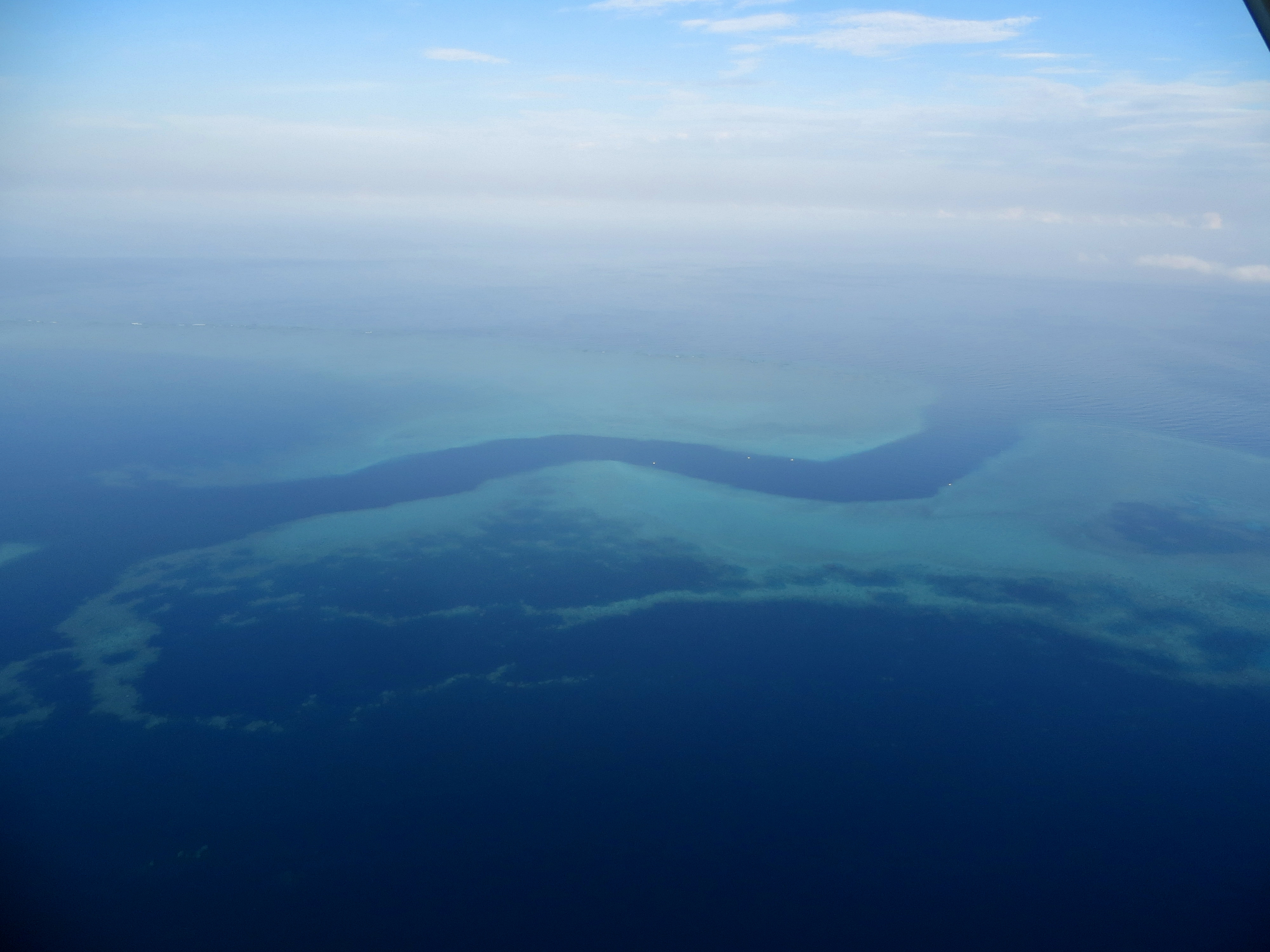
La « Passe en "S" », réserve naturelle et haut lieu de la plongée sous-marine à Mayotte.
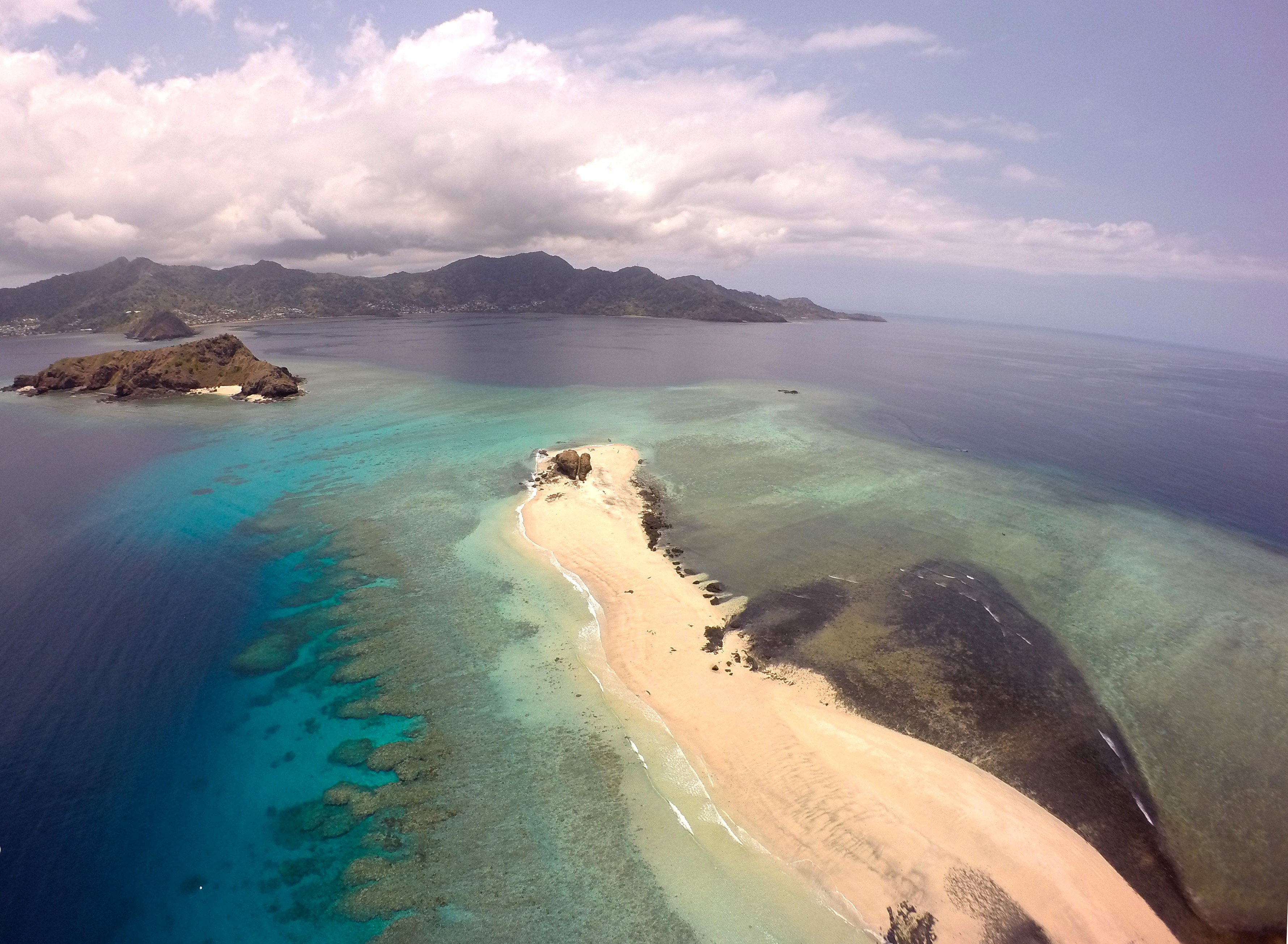
Îlots choisils et récif frangeant.
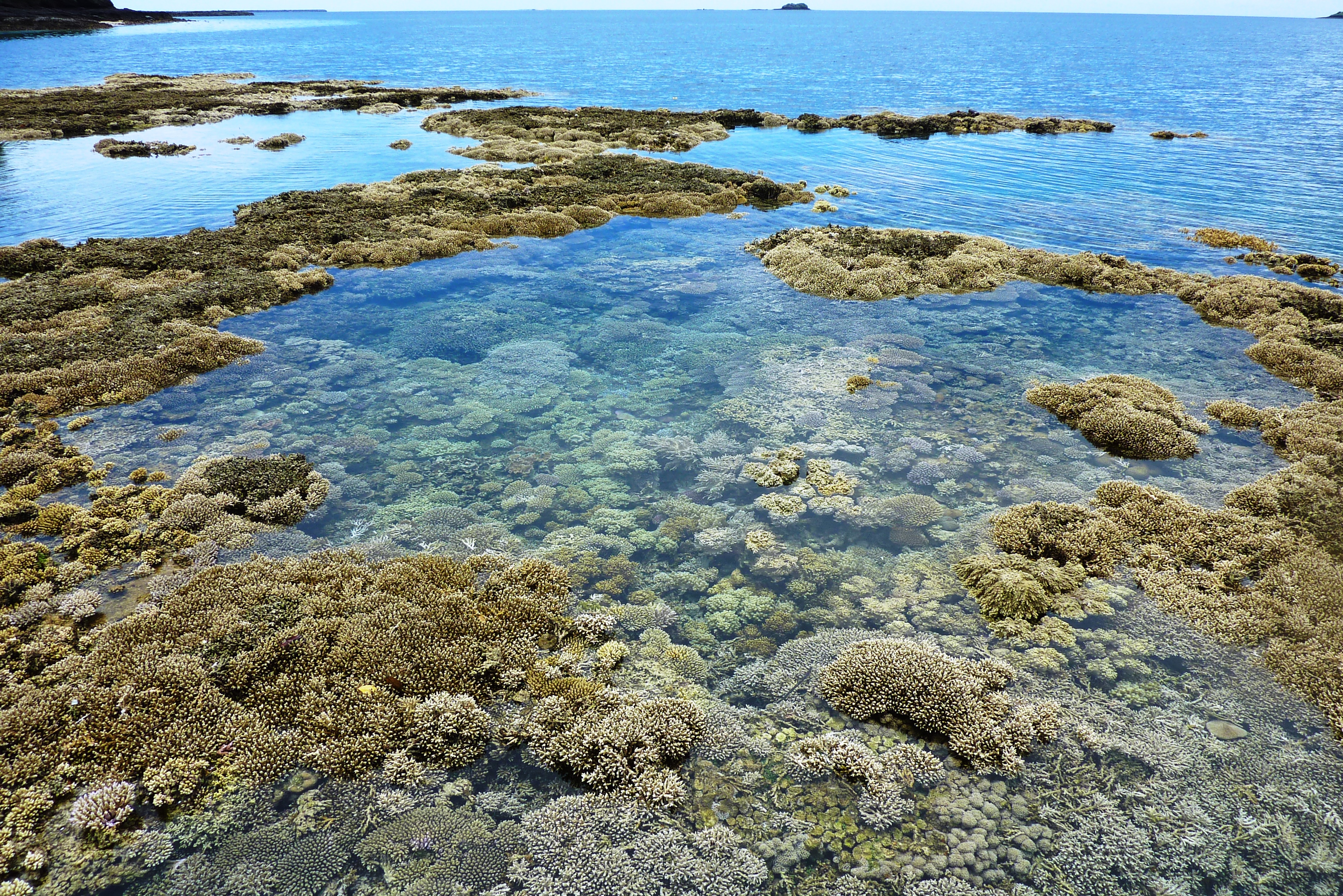
Le récif corallien découvert, à marée basse (îlot M'Bouzi).
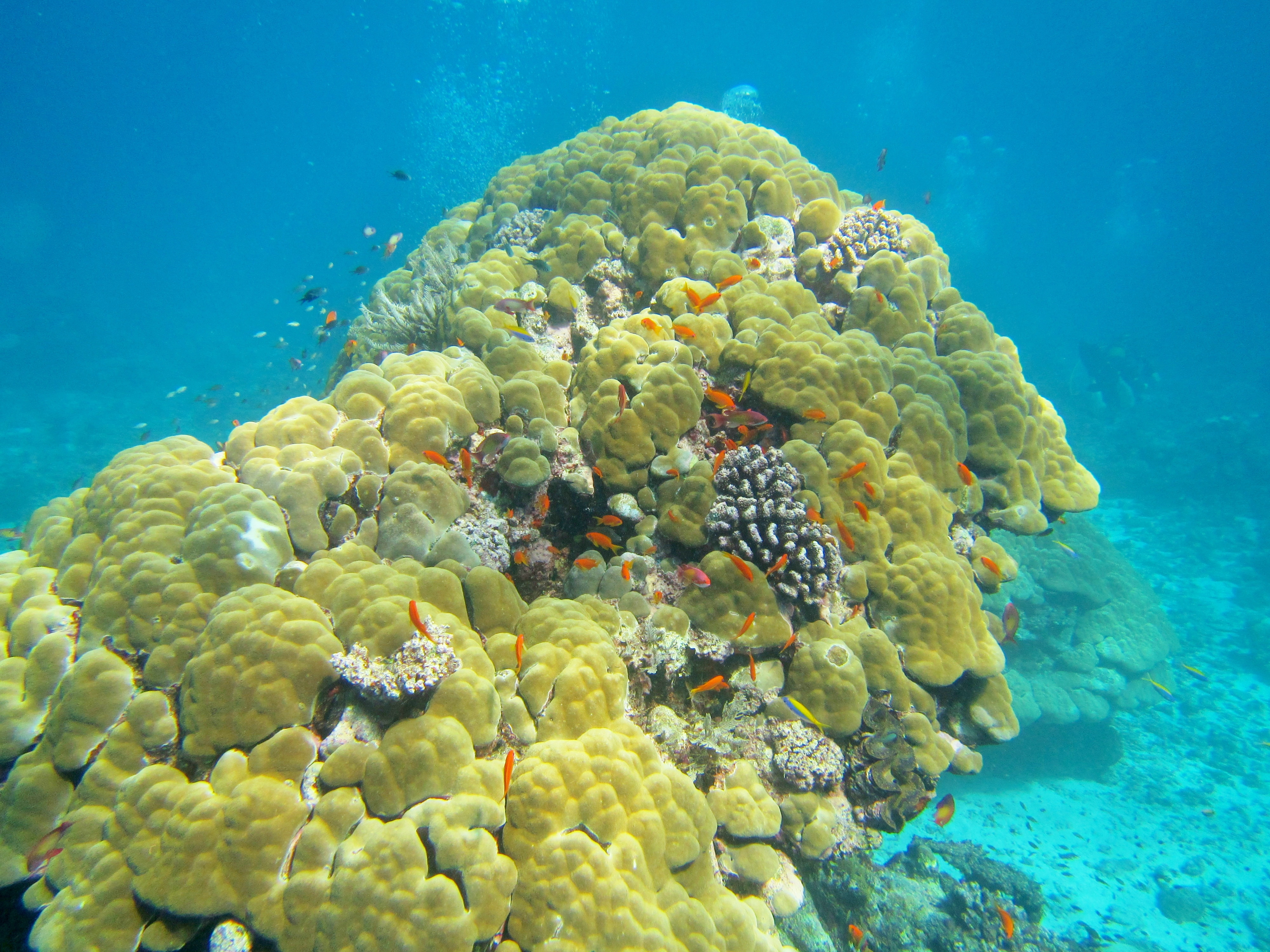
Une très vieille colonie de corail (Porites) sur la barrière ouest.
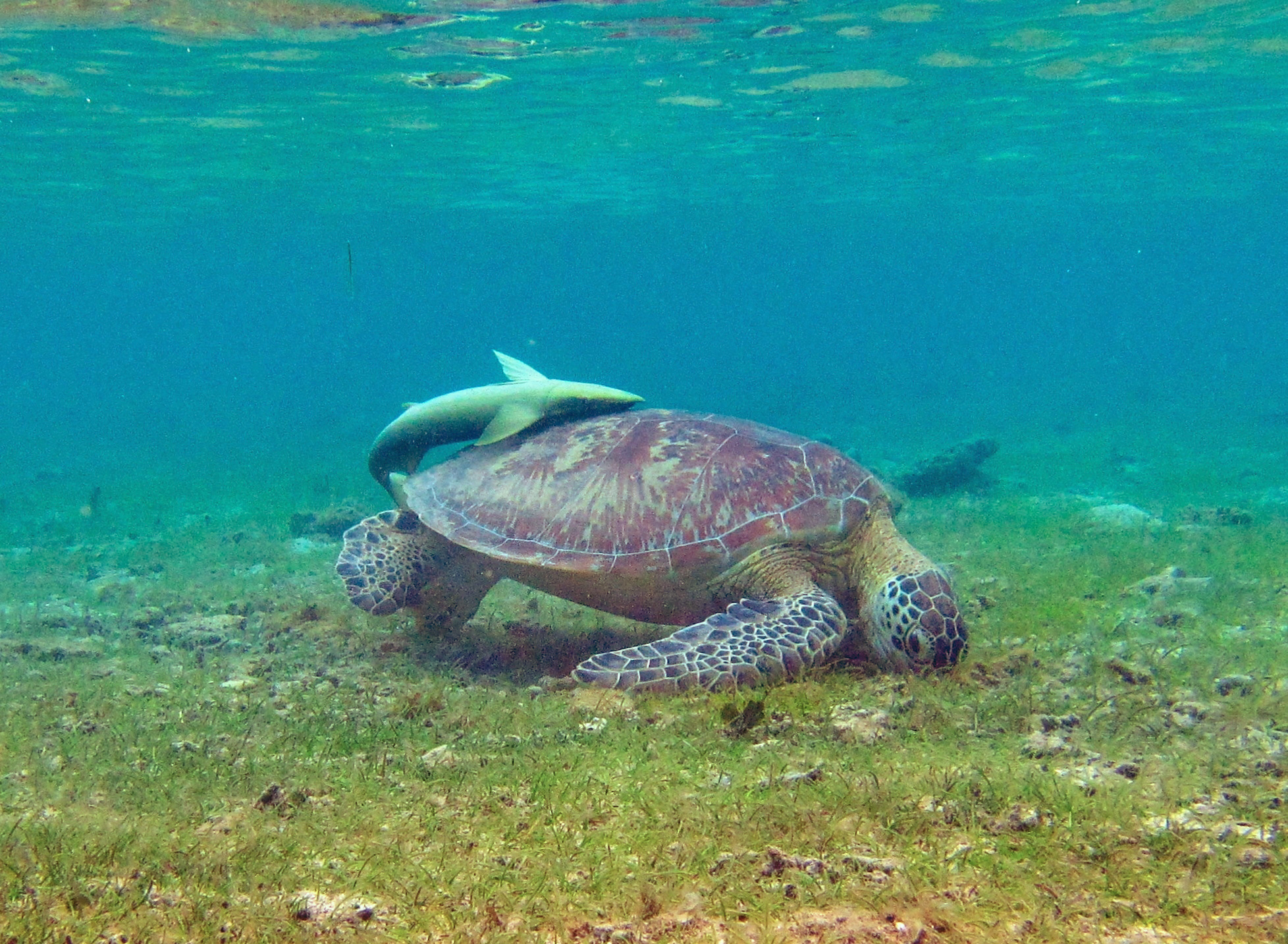
Une tortue verte (Chelonia mydas) à N'Gouja.